# Eitvydas Bingelis
Eitvydas Bingelis (* 23. Oktober 1988 in Kaišiadorys) ist ein litauischer Politiker und Vizeminister.

## Leben
Nach dem Abitur absolvierte Bingelis 2007–2010 ein Bachelorstudium der Statistik an der Mathematik-Fakultät der Vilniaus universitetas und 2015 das Bachelorstudium International Business an der Vilnius University International Business School (TVM) in Vilnius. Von Oktober 2012 bis Dezember 2016 arbeitete er als  Generalsekretär von Malteserorden in Litauen. Seit 2015 ist er Vorstandsmitglied von Nacionalinio skurdo tinklas. 2009 war er Export-Spezialist im Unternehmen UAB Teltonika.
Seit dem 30. Dezember 2016 ist Bingelis litauischer Vizeminister für Soziales, Stellvertreter des Ministers Linas Kukuraitis im Kabinett Skvernelis.
Bingelis ist ledig und spricht russisch, englisch und polnisch.